# Batalla de Luckau
La batalla de Luckau se libró el 4 de junio de 1813 durante la guerra de la Sexta Coalición en el marco de las guerras napoleónicas y enfrentó al ejército francés contra un combinado ruso-prusiano, en la localidad de Luckau en Brandeburgo, en la actual Alemania.
El mariscal francés Nicolas Oudinot reunió a sus tropas, formadas por 32.000 hombres, en este lugar a 70km de Berlín, durante su avance hacia la capital prusiana, encontrándose sorpresivamente con un Cuerpo de Ejército al mando del general prusiano Friedrich Wilhelm von Bülow, formado por 15.000 soldados, quien tenía la tarea de defender la Marca de Brandmburgo con soldados prusianos y rusos. Con su victoria sobre Oudinot impidió el avance de las tropas francesas hacia la capital.
A raíz de los combates, el poblado de Luckau resultó gravemente dañado, cerca de 120 casas fueron incendiadas y la Torre Roja del pueblo sufrió serios daños. 
El mismo día se firmó un Armisticio en Pleiswitz, Baja Silesia. Que duró hasta el 13 de agosto de 1813. Cuando se reiniciaron los combates, ya con el Imperio austríaco unido a la Sexta Coalición.